# Edilli
Edilli est un village d'Azerbaïdjan faisant partie du raion de Khojavend. Elle fut jusqu'en 2020, une communauté rurale de la région de Hadrout, au Haut-Karabagh, sous le nom de Ukhtadzor (en arménien Ուխտաձոր). Elle compte 327 habitants en 2005.